# Выглазов, Никита Сергеевич
Ники́та Серге́евич Вы́глазов (род. 20 октября 1985, Оленегорск, Мурманская область) — российский хоккеист, нападающий.

## Биография
Родился в городе Оленегорске Мурманской области. Воспитанник мурманского хоккея, затем тренировался в спортивной школе в Колпинском районе Санкт-Петербурга.

## Статистика
| Легенда | Легенда                    | Легенда | Легенда                   | Легенда | Легенда    |
| ------- | -------------------------- | ------- | ------------------------- | ------- | ---------- |
| И       | Количество проведённых игр | Штр     | Штрафное время            | +/−     | Плюс-минус |
| Г       | Голы                       | П       | Голевые передачи          | О       | Очки       |
| -       | Статистика неизвестна      | —       | Статистика не учитывалась |         |            |

### Клубная карьера
- a В «Плей-офф» учитывается статистика игрока в Кубке Надежды.

## Достижения
- 2008 — Динамо Минск — бронзовый призёр чемпионата Белоруссии.